# كيفن مالون
كيفن مالون (بالإنجليزية: Kevin Malone)‏ هو لاعب كرة قاعدة أمريكي، ولد في 6 أغسطس 1957.